# Гелісність
Гелісність (рос. тип спирали, англ. helicity) — тип хіральності, пов'язаної зі спіралеподібною (пропелеро-подібною) будовою молекули. При цьому молекули з правозакрученою спіраллю позначаються Р або «+», а з ліво-закрученою — М або «-».